# 2 de maio
2 de maio é o 122.º dia do ano no calendário gregoriano (123.º em anos bissextos). Faltam 243 dias para acabar o ano.

## Eventos históricos

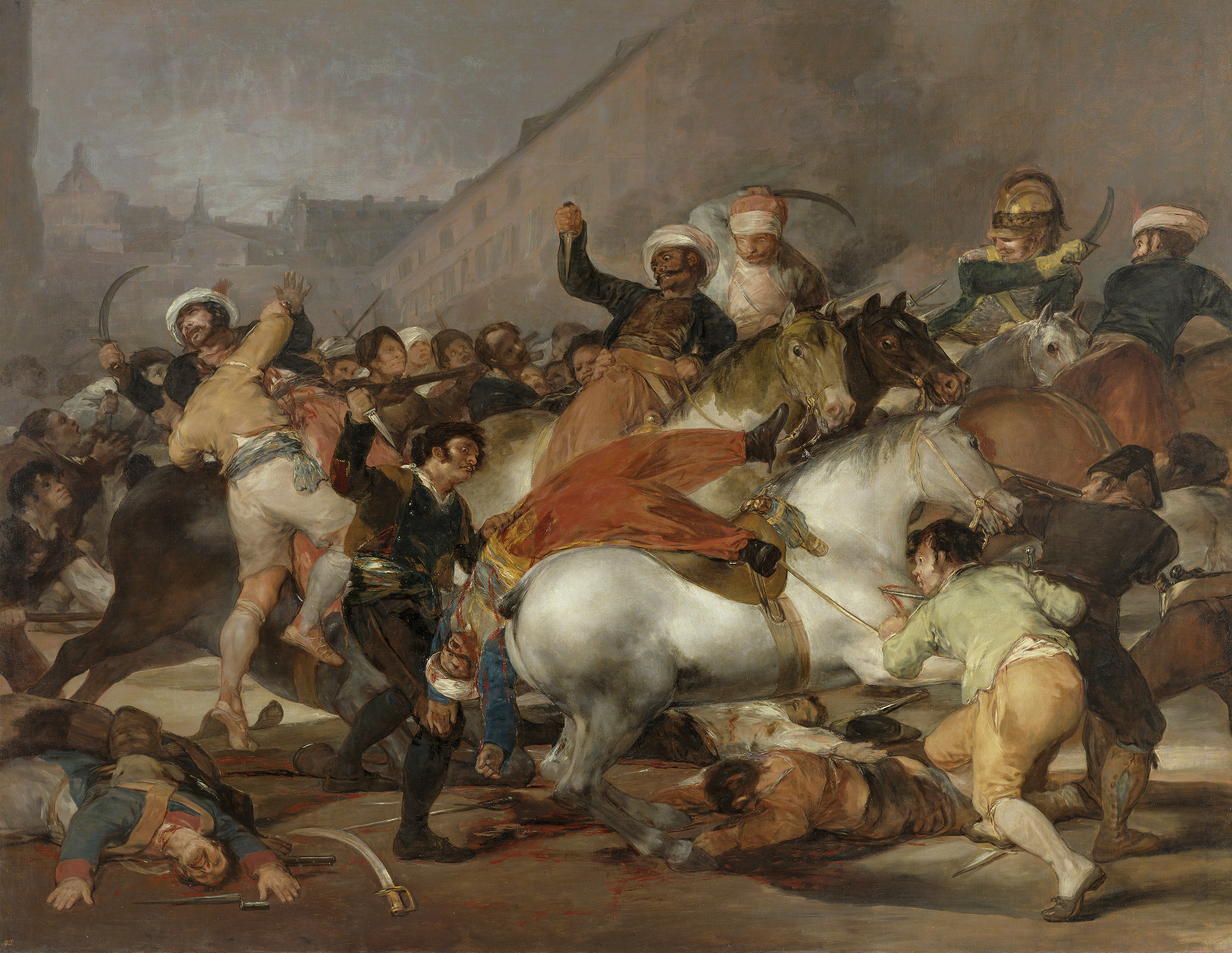
1808: Levantamento de dois de maio em Madri.

- 1500 — A esquadra de Pedro Álvares Cabral parte da baía de Cabrália (Brasil) continuando sua viagem para as Índias. A nau comandada por Gaspar de Lemos retorna para Portugal levando a notícia do descobrimento da nova terra.
- 1536 — Ana Bolena, segunda esposa de Henrique VIII de Inglaterra, é presa na Torre de Londres sob acusações de adultério.
- 1559 — John Knox retorna do exílio para a Escócia para se tornar o líder da nascente Reforma Escocesa.
- 1568 — Maria I da Escócia, escapa do Castelo de Lochleven.
- 1611 — Publicada a Versão Autorizada do Rei Jaime da Bíblia pela primeira vez em Londres, Inglaterra, pelo editor Robert Barker.
- 1625 — Afonso Mendes, nomeado pelo Papa Gregório XV como Patriarca Latino da Etiópia, chega ao Império Etíope vindo de Goa.
- 1670 — O rei Carlos II da Inglaterra, Irlanda e Escócia concede uma carta permanente à Companhia da Baía de Hudson para abrir o comércio de peles na América do Norte.
- 1808 — Levantamento de dois de maio na Espanha contra a ocupação francesa.
- 1866 — Guerra hispano–sul-americana: Defensores peruanos lutam na Batalha de Callao. A guerra havia iniciado com a tomada pela Espanha das ilhas Chincha.
- 1876 — Início da Revolta de Abril na Bulgária otomana.
- 1885 — Criação do Estado Livre do Congo pelo rei Leopoldo II da Bélgica.
- 1886
  - Inaugurado o Passeio Público em Curitiba.
  - Guerra do Paraguai: a Batalha de Estero Bellaco foi uma das mais sangrentas.
- 1889 — Menelique II, imperador da Etiópia, assina o Tratado de Wuchale, dando à Itália o controle sobre a Eritreia.
- 1906 — Cerimônia de encerramento dos Jogos Intercalados de Atenas, Grécia.
- 1933 — Alemanha Nazista: Sindicatos independentes da Alemanha são substituídos pela Frente Alemã para o Trabalho.
- 1941 — Após o golpe de Estado contra o príncipe herdeiro do Iraque no início desse ano, o Reino Unido lança a Guerra Anglo-Iraquiana para restaurá-lo no poder.
- 1945 — Segunda Guerra Mundial:
  - Batalha de Berlim: a União Soviética anuncia a captura de Berlim e soldados soviéticos içam sua bandeira vermelha sobre o Palácio do Reichstag.
  - Campanha da Itália: o general Heinrich von Vietinghoff assina o instrumento oficial de rendição de todas as forças da Wehrmacht na Itália.
- 1952 — O primeiro avião do tipo jato comercial do mundo, o de Havilland Comet 1 faz seu primeiro voo, de Londres a Joanesburgo.
- 1955 — Tennessee Williams ganha o Prêmio Pulitzer de Teatro por Gata em Teto de Zinco Quente.
- 1964 — Primeira ascensão do Shishapangma, a décima quarta montanha mais alta do mundo e a mais baixa das montanhas com mais de oito mil metros de altitude.
- 1965 — O presidente dos Estados Unidos, Lyndon Johnson, anuncia que 14 mil soldados permanecerão na República Dominicana para impedir que o país se converta em um Estado comunista.
- 1968 — França: início das manifestações estudantis de Maio de 1968.
- 1969 — O navio de passageiros britânico Queen Elizabeth 2 parte de Southampton em sua viagem inaugural com destino a Nova Iorque.
- 1982 — Guerra das Malvinas: o submarino nuclear britânico HMS Conqueror afunda o cruzador argentino ARA General Belgrano.
- 1986 — Acidente nuclear de Chernobil: a cidade de Chernobil é evacuada seis dias após o desastre.
- 1998 — Fundação do Banco Central Europeu em Bruxelas para definir e executar a política monetária da União Europeia.
- 2004 — Massacre de Yelwa: cerca de 630 muçulmanos são mortos por cristãos em represália às mortes de 78 cristãos ocorridas em 4 de fevereiro.
- 2008
  - Ciclone Nargis atinge Myanmar matando mais de 138 000 pessoas e deixando milhões de desabrigados.
  - Erupção do vulcão Chaitén, no Chile, força a evacuação de mais de 4 500 pessoas.
- 2011
  - Surto de E. coli atinge a Europa, principalmente a Alemanha, deixando mais de 30 pessoas mortas e muitas outras doentes.
  - O líder do grupo terrorista Al-Qaeda, Osama bin Laden, é morto numa operação militar dos Estados Unidos no Paquistão.
- 2012 — Vendida em Nova Iorque uma versão pastel de O Grito, do pintor norueguês Edvard Munch, por 120 milhões de dólares, estabelecendo um novo recorde mundial para uma obra de arte em leilão.

## Nascimentos

### Anterior ao século XIX
- 1360 — Yongle, imperador chinês (m. 1424).
- 1451 — Renato II de Lorena (m. 1508).
- 1458 — Leonor de Avis, Rainha de Portugal (m. 1525).
- 1551 — William Camden, historiador inglês (m. 1623).
- 1660 — Alessandro Scarlatti, compositor italiano (m. 1725).
- 1729 — Catarina II da Rússia (m. 1796).Ataulfo Alves

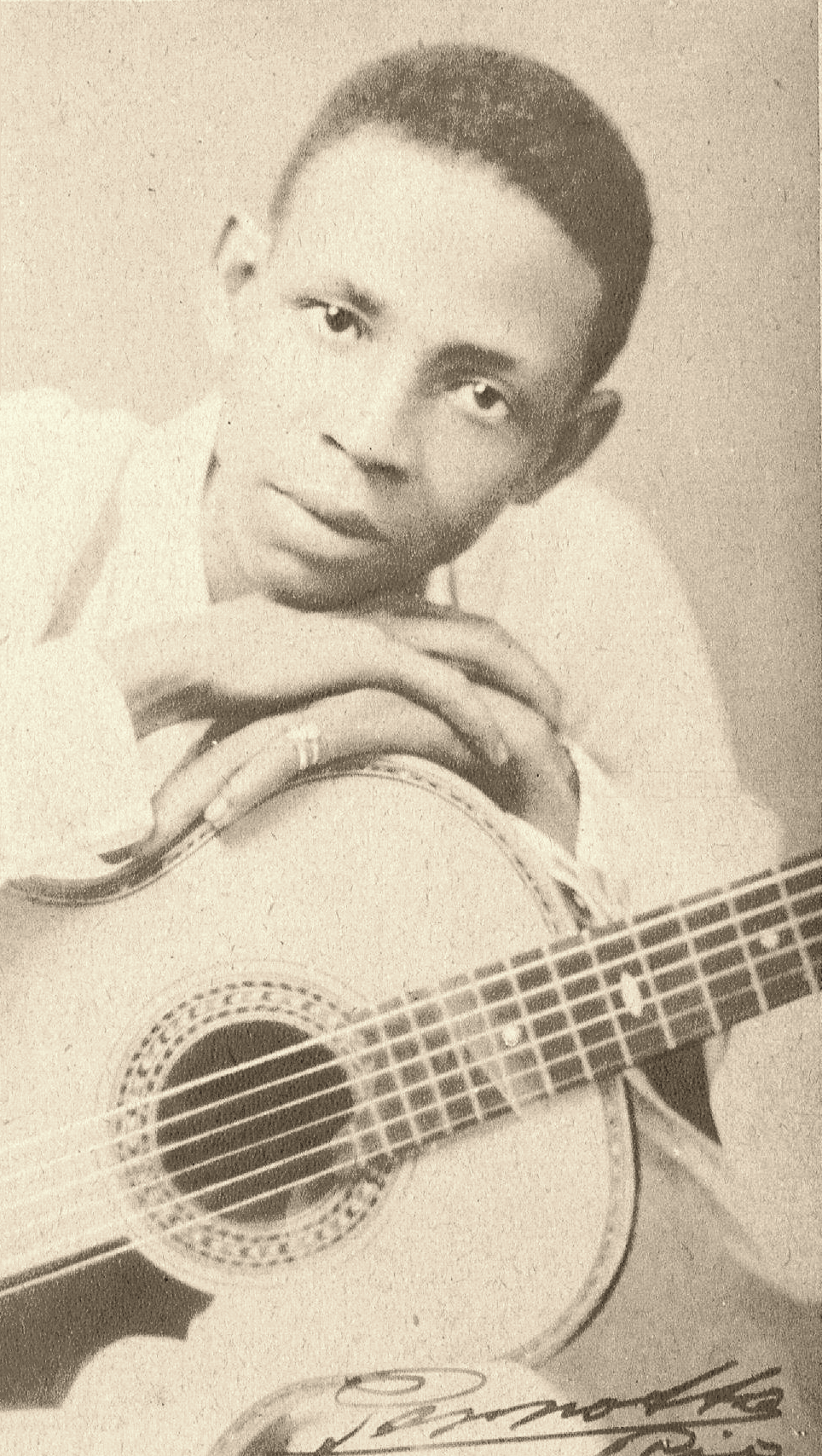
Ataulfo Alves

- 1750 — John André, oficial britânico (m. 1780).
- 1702 — Friedrich Christoph Oetinger, teólogo alemão (m. 1782).
- 1772 — Novalis, poeta alemão (m. 1801).
- 1773 — Henrik Steffens, filósofo e poeta norueguês (m. 1845).

### Século XIX
- 1823 — José Vicente Barbosa du Bocage, zoólogo e político português (m. 1907).
- 1860 — Theodor Herzl, jornalista austríaco (m. 1904).
- 1870 — William Seymour, pastor estadunidense (m. 1922).
- 1892 — Manfred von Richthofen, aviador alemão (m. 1918).

### Século XX

#### 1901–1950
- 1902
  - Axel Alfredsson, futebolista sueco (m. 1966).
  - Brian Aherne, ator e escritor britânico (m. 1986).
- 1903 — Benjamin Spock, médico e escritor estadunidense (m. 1998).
- 1906 — Philippe Haslman, fotógrafo estadunidense (m. 1979).
- 1909 — Ataulfo Alves, compositor e cantor brasileiro (m. 1969).
- 1912 — Axel Springer, empresário e jornalista alemão (m. 1985).
- 1917 — Văn Tiến Dũng, militar, político e escritor vietnamita (m. 2002).
- 1921 — Satyajit Ray, cineasta indiano (m. 1992).
- 1922
  - Roscoe Lee Browne, ator, diretor teatral, dublador e escritor estadunidense (m. 2007).
  - George Claude Pimentel, químico estadunidense (m. 1989).
- 1923 — Patrick Hillery, político irlandês (m. 2008).
- 1924 — Theodore Bikel, ator, cantor, compositor, ativista e músico austríaco-estadunidense (m. 2015).
- 1925Dwayne Johnson

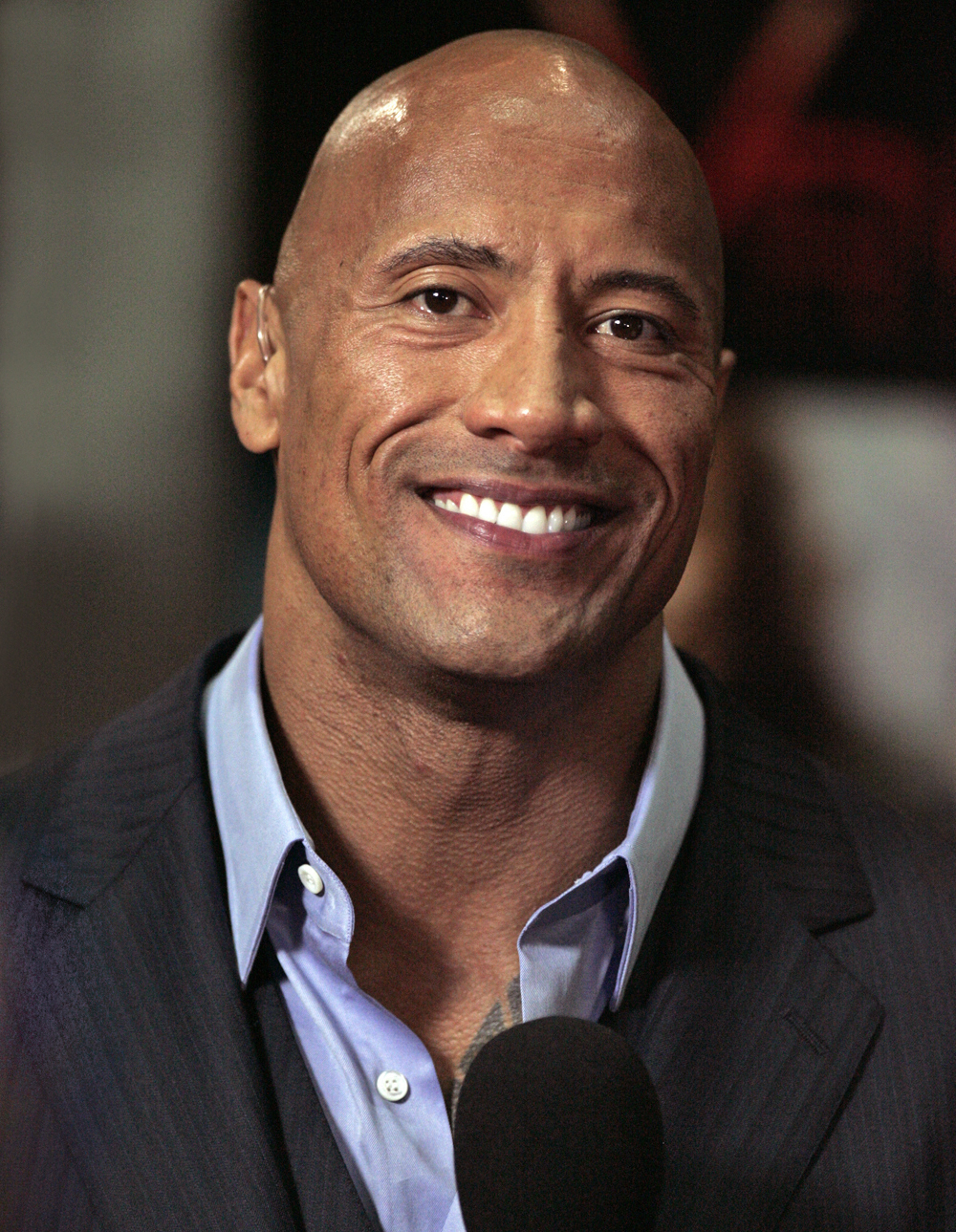
Dwayne Johnson

  - John Neville, ator britânico (m. 2011).
  - Maria Barroso, atriz e ativista política e social portuguesa (m. 2015).
- 1927 — Víctor Rodríguez Andrade, futebolista uruguaio (m. 1985).
- 1928
  - Sérgio Mascarenhas de Oliveira, físico-químico, pesquisador e professor universitário brasileiro (m. 2021).
  - Jigme Dorji Wangchuck, rei butanês (m. 1972).
- 1929 — Édouard Balladur, político francês.
- 1930
  - Beatriz Lyra, atriz brasileira.
  - John Anglin, criminoso estadunidense (m. 1962).
- 1933 — Celeste Caeiro, ativista portuguesa (m. 2024).
- 1935
  - Luis Suárez Miramontes, ex-futebolista e ex-treinador de futebol espanhol (m. 2023).
  - Faiçal II do Iraque (m. 1958).
- 1936
  - Norma Aleandro, atriz, diretora e roteirista argentina.
  - Engelbert Humperdinck, cantor britânico.
- 1938 — Moshoeshoe II do Lesoto (m. 1996).
- 1939
  - Tony Asher, compositor britânico.
  - Leonid Kanevsky, cineasta russo.
- 1940 — Robert Kaplan, acadêmico estadunidense.
- 1941 — Jules Albert Wijdenbosch, político surinamês (m. 2025).
- 1942 — Jacques Rogge, médico e dirigente esportivo belga (m. 2021).
- 1943 — Manfred Schnelldorfer, ex-patinador artístico alemão.
- 1945
  - Paco Bandeira, cantor e compositor português.
  - Bianca Jagger, atriz, ex-modelo e ativista nicaraguense.
- 1946
  - David Suchet, ator britânico.
  - Lesley Gore, cantora e compositora estadunidense (m. 2015).
- 1947
  - James Dyson, inventor e empresário britânico.
  - Nirut Sirijanya, ator e engenheiro tailandês.
  - Philippe Herreweghe, maestro belga.
- 1948 — Joachim Mattern, ex-canoísta alemão.
- 1949 — Walter Corbo, ex-futebolista uruguaio.
- 1950 — Faustão, apresentador de televisão brasileiro.

#### 1951–2000
- 1951 — Jalil Zandi, aviador iraniano (m. 2001).
- 1952
  - Antônio Nóbrega, músico brasileiro.
  - Christine Baranski, atriz estadunidense.
- 1953 — Domitien Ndayizeye, político burundinês.
- 1954 — Elliot Goldenthal, compositor estadunidense.
- 1955 — Donatella Versace, estilista italiana.
- 1957 — Dominic Gorie, astronauta norte-americano.
- 1958
  - Shannon, cantora norte-americana.
  - David O'Leary, ex-futebolista e treinador de futebol irlandês.
- 1959
  - Russ Grimm, ex-jogador de futebol americano estadunidense.
  - Zoé Valdés, escritora cubana.
- 1960
  - Cesar Rosa, radialista brasileiro.
  - Gjorge Ivanov, político macedônio.
  - Stephen Daldry, diretor e produtor britânico.
- 1961 — Peter Doohan, tenista australiano (m. 2017).
- 1962
  - Mayara Magri, atriz brasileira.
  - Elizabeth Berridge, atriz estadunidense.
  - Adolfo Zeoli, ex-futebolista uruguaio.
  - Jean-François Bernard, ex-ciclista francês.
- 1963 — Ray Traylor, lutador profissional norte-americano (m. 2004).
- 1964 — Éric Elmosnino, ator francês.
- 1967 — Luigi Apolloni, ex-futebolista e treinador de futebol italiano.
- 1968 — Jeff Agoos, ex-futebolista estadunidense.
- 1969 — Vladislav Ternavskiy, ex-futebolista e treinador de futebol russo.
- 1970
  - Matt Gerald, ator e roteirista estadunidense.
  - Stephen Malcolm, futebolista jamaicano (m. 2001).
- 1971
  - Buzz Calkins, ex-automobilista estadunidense.
  - Ranieri Gonzalez, ator brasileiro.
- 1972
  - Dwayne Johnson, ator e lutador estadunidense.
  - Alec Empire, músico alemão.
  - Gustavo Spolidoro, cineasta brasileiro.
  - Michael Hester, ex-árbitro de futebol neozelandês.
- 1974
  - Luciana Ávila, jornalista brasileira.
  - Dodô, ex-futebolista brasileiro.
  - Milton Reyes, ex-futebolista hondurenho.
- 1975
  - David Beckham, ex-futebolista britânico.
  - Natália de Sayn-Wittgenstein-Berleburg.
  - Ahmed Hassan, ex-futebolista egípcio.
- 1976
  - Lester Morgan Suazo, futebolista costarriquenho (m. 2002).
  - Amado Guevara, ex-futebolista e treinador de futebol hondurenho.
  - Darío Husaín, ex-futebolista argentino.
- 1977 — Jenna von Oÿ, atriz e cantora estadunidense.
- 1978 — Carla Cristina, cantora brasileira.
- 1979 — Joseph Elanga, ex-futebolista camaronês.
- 1980
  - Tim Borowski, ex-futebolista alemão.
  - Paige Peterson, atriz norte-americana.
  - Zat Knight, ex-futebolista britânico.
  - Fabrice Pancrate, ex-futebolista francês.
- 1981 — Tiago Mendes, ex-futebolista português.
- 1982 — Jamie Dantzscher, ex-ginasta estadunidense.
- 1983
  - Alessandro Diamanti, ex-futebolista italiano.
  - Derek Boateng, ex-futebolista ganês.
  - Dani Sordo, automobilista espanhol.
  - Maynor Figueroa, ex-futebolista hondurenho.
- 1984 — Thabo Sefolosha, ex-jogador de basquete suíço.
- 1985
  - David Nugent, futebolista britânico.
  - Ashley Harkleroad, ex-tenista estadunidense.
  - Kyle Busch, automobilista estadunidense.
  - Lily Allen, cantora britânica.
  - Sarah Hughes, patinadora artística estadunidense.
  - Ahmed Al-Mukhaini, futebolista omani.
- 1986 — Sani Kaita, ex-futebolista nigeriano.
- 1987
  - Nana Kitade, cantora japonesa.
  - Tomer Hemed, futebolista israelense.
- 1988
  - Alireza Haghighi, futebolista iraniano.
  - Laura Brent, atriz australiana.
  - Fabian Lustenberger, futebolista suíço.
- 1989 — Allison Pineau, handebolista francesa.
- 1990
  - Lenon, futebolista brasileiro.
  - Kay Panabaker, atriz estadunidense.
  - Paul George, jogador de basquete estadunidense.
  - Kléber Laube Pinheiro, ex-futebolista brasileiro.
- 1991 — Janis Blaswich, futebolista alemão.
- 1992 — María Teresa Torró Flor, tenista espanhola.
- 1993
  - Huang Zitao, rapper, cantor, ator, compositor e artista marcial chinês.
  - Luana Bertolucci, futebolista brasileira.
- 1995 — Vitória Falcão, cantora brasileira.
- 1996
  - Benjamín Kuscevic, futebolista chileno.
  - Julian Brandt, futebolista alemão.
- 1997 — BamBam, rapper e dançarino tailandês.
- 1998
  - Jonathan Ikoné, futebolista francês.
  - Dany Mota, futebolista português.
- 2000 — Lucas Halter, futebolista brasileiro.

### Século XXI
- 2005 — Jak Crawford, automobilista norte-americano.
- 2015 — Carlota de Gales, princesa britânica.

## Mortes

### Anterior ao século XIX
- 0373 — Atanásio de Alexandria (n. 296).
- 0907 — Bóris I da Bulgária (n. ?).
- 1302 — Branca de Artois, rainha consorte de Navarra (n. 1248).
- 1459 — Antonino de Florença, frade dominicano italiano (n. 1389).
- 1519 — Leonardo da Vinci, artista e cientista italiano (n. 1452).
- 1718 — Tzvi Ashkenazi, rabino tcheco (n. 1656).
- 1729 — Lourenço de Almada, 9.º conde de Avranches (n. 1659).

### Século XIX
- 1857 — Alfred de Musset, poeta francês (n. 1810).
- 1884 — Adelino Fontoura, poeta, jornalista e ator brasileiro (n. 1859).

### Século XX
- 1930 — Isidor Gunsberg, enxadrista húngaro (n. 1854).
- 1933 — Juliano Moreira, médico psiquiatra brasileiro (n. 1872).
- 1957 — Joseph McCarthy, político estado-unidense (n. 1908).
- 1977 — Isaura Bruno, atriz brasileira (n. 1916).
- 1985 — Attilio Bettega, automobilista italiano (n. 1953).
- 1990 — René Gagnaux, médico suíço (n. 1929).
- 1993 — Armando Bógus, ator brasileiro (n. 1930).
- 1997 — Paulo Freire, sociólogo e pedagogo brasileiro (n. 1921).
- 1998
  - Hideto Matsumoto, músico japonês (n. 1964).
  - Justin Fashanu, futebolista britânico (n. 1961).
  - Maidie Norman, atriz e professora norte-americana (n. 1912).
- 1999 — Oliver Reed, ator britânico (n. 1938).

### Século XXI
- 2004 — Paul Guimard, escritor francês (n. 1921).
- 2005 — Wee Kim Wee, político singapurense (n. 1915).
- 2008
  - Mildred Loving, ativista estadunidense (n. 1939).
  - Ricardo Izar, político brasileiro (n. 1938).
- 2009
  - Augusto Boal, dramaturgo brasileiro (n. 1931).
  - Jack Kemp, político norte-americano (n. 1935).
- 2010 — Lynn Redgrave, atriz britânica (n. 1943).
- 2011 — Osama Bin Laden, terrorista saudita (n. 1957)
- 2012 — Fernando Lopes, cineasta português (n. 1935).
- 2013 — Jeff Hanneman, guitarrista norte-americano (n. 1964).
- 2023 — Fera da Penha, criminosa brasileira (n. 1938).

## Feriados e eventos cíclicos

### Portugal
- Dia do Lamento ao Mármore

### Brasil
- Dia Nacional de Luta pela Cidadania, Dignidade e Direitos Humanos na Política Nacional sobre Drogas.
- Dia Nacional do Ex-combatente
- Dia Nacional da Ética
- Aniversario do município de Guapiara, São Paulo
- Aniversário do município de Umbuzeiro, Paraíba.

### Internacional
- Dia da Bandeira - Polónia
- Dia da Região de Madri - Espanha

### Fé Bahá'í
- Último dia do Festival de Ridván

### Mitologia romana
- Festival de Bona Dea, também conhecida como Fauna, divindade do campo

### Cristianismo
- Atanásio de Alexandria
- Bóris I da Bulgária
- Wiborada

## Outros calendários
- No calendário romano era o 6.º dia (VI) antes das nonas de maio.
- No calendário litúrgico tem a letra dominical C para o dia da semana.
- No calendário gregoriano a epacta do dia é xxvii.